# 10503 Johnmarks
10503 Johnmarks è un asteroide della fascia principale. Scoperto nel 1987, presenta un'orbita caratterizzata da un semiasse maggiore pari a 2,2212031 au e da un'eccentricità di 0,1138835, inclinata di 4,71670° rispetto all'eclittica.